# Rorschach (gemeente)
Rorschach is een gemeente en plaats in het Zwitserse kanton Sankt Gallen, en maakt deel uit van het gelijknamige district Rorschach.
Rorschach telt 8479 inwoners.

## Geboren
- Gustav Kispert (1856-1887), kunstschilder
- Elsa Cavelti (1907-2001), operazangeres

## Overleden
- Elisabeth Blarer von Wartensee (1644-1741), moeder-overste